# Gentarō
Gentarō (jap. げんたろう, ゲンタロウ) – męskie imię japońskie.

## Możliwa pisownia
Znaki użyte do zapisania „tarō” (太郎) znaczą „duży, syn”. Może to być także samodzielne imię, które przeważnie otrzymuje najstarszy chłopiec. Do zapisania „gen” używa się różnych znaków, o różnym znaczeniu (np. 源 „źródło”, 元 „początek/pochodzenie”).

## Znane osoby
- Gentarō Kodama (源太郎), japoński generał
- Gentarō Takahashi (元太郎), japoński wrestler
- Gentarō Yamashita (源太郎), admirał Japońskiej Cesarskiej Marynarki Wojennej

## Fikcyjne postacie
- Gentarō Matsuda, główny bohater mangi Yōsai gakuen